# NGC 183
NGC 183 là một thiên hà hình elip nằm trong chòm sao Tiên Nữ. Nó được phát hiện vào ngày 5 tháng 11 năm 1866 bởi Truman Safford.